# اریک کات
اریک کات (انگلیسی: Eric Kot) خواننده، ام‌سی، بازیگر و کمدین اهل هنگ کنگ است.
از فیلم‌ها یا مجموعه‌های تلویزیونی که وی در آن‌ها نقش داشته‌است، می‌توان به پلیس‌های جن-وای اشاره نمود.